# Sardhana
Sardhana es una ciudad y municipio situado en el distrito de Meerut en el estado de Uttar Pradesh (India). Su población es de 58252 habitantes (2011). Se encuentra a 85 km al noreste de Nueva Delhi.

## Demografía
Según el censo de 2011 la población de Sardhana era de 58252 habitantes, de los cuales 30171 eran hombres y 28081 eran mujeres. Sardhana tiene una tasa media de alfabetización del 63,18%, inferior a la media estatal del 67,68%: la alfabetización masculina es del 70,96%, y la alfabetización femenina del 54,88%.
A pesar de que solo cuenta actualmente con un 1,33% de cristianos, tiene una imponente iglesia católica, la basílica de Nuestra Señora de las Gracias.